# Life Is Short
Life Is Short è un singolo del rapper statunitense Ski Mask the Slump God pubblicato il 16 giugno 2016.

## Tracce
1. Life Is Short – 2:20